# Kenyon (Minnesota)
Kenyon es una ciudad ubicada en el condado de Goodhue en el estado estadounidense de Minnesota. En el Censo de 2010 tenía una población de 1815 habitantes y una densidad poblacional de 298,58 personas por km².

## Geografía
Kenyon se encuentra ubicada en las coordenadas 44°16′21″N 92°59′11″O / 44.27250, -92.98639. Según la Oficina del Censo de los Estados Unidos, Kenyon tiene una superficie total de 6.08 km², de la cual 6.05 km² corresponden a tierra firme y (0.51%) 0.03 km² es agua.

## Demografía
Según el censo de 2010, había 1815 personas residiendo en Kenyon. La densidad de población era de 298,58 hab./km². De los 1815 habitantes, Kenyon estaba compuesto por el 94.88% blancos, el 0.17% eran afroamericanos, el 0.22% eran amerindios, el 0.17% eran asiáticos, el 0% eran isleños del Pacífico, el 3.8% eran de otras razas y el 0.77% pertenecían a dos o más razas. Del total de la población el 8.65% eran hispanos o latinos de cualquier raza.